# Ave Maria (Vavilov)
Het Ave Maria van Vladimir Vavilov is een bekende en vaak opgenomen aria, van omstreeks 1970, en werd in 1972 voor het eerst uitgebracht als een werk van een anonieme componist onder het label Melodija.
De aria werd gecomponeerd door Vladimir Fjodorovitsj Vavilov (1925 - 1973) een Russische componist, luitspeler en gitarist. Na zijn dood werd de compositie echter ten onrechte toegeschreven aan de 16e-eeuwse Italiaanse componist Giulio Caccini. Ter wille van de grote bekendheid als zodanig, met een positieve commerciële invloed tot gevolg, houdt men dat zo, en men gaat daarbij zelfs zo ver dat men op cd's als componist Caccini vermeldt.
Naast de meer bekende Ave Maria composities van Schubert en Bach/Gounod wordt ook deze versie met regelmaat gedraaid tijdens uitvaartplechtigheden.
In 2001 werd een vertolking gebruikt in de soundtrack van de film Donnie Darko.